# Albuñuelas (kommunhuvudort)
Albuñuelas är en kommunhuvudort i Spanien.   Den ligger i provinsen Provincia de Granada och regionen Andalusien, i den södra delen av landet, 400 km söder om huvudstaden Madrid. Albuñuelas ligger 730 meter över havet och antalet invånare är 1 063.
Terrängen runt Albuñuelas är kuperad. Runt Albuñuelas är det glesbefolkat, med 14 invånare per kvadratkilometer. Närmaste större samhälle är Dúrcal, 8,8 km nordost om Albuñuelas. 